# Glucano
Uma molécula de glucano é um polissacarídeo de monómeros de D-glicose, unidos por ligações glicosídicas. 
Muitos beta-glucanos são importantes na medicina pois são o alvo dos medicamentos anti-fúngicos da classe das equinocandinas.

## Tipos
São exemplos de glucanos:
(α- e β- e algarismos referem-se ao tipo de ligação O-glicosídica).

### Alfa
- dextrano, α-1,6-glucano com ramificações α-1,3
- glicogénio, α-1,4- e α-1,6-glucano
- pululano, α-1,4- e α-1,6-glucano
- amido, α-1,4- e α-1,6-glucano

### Beta
- celulose, β-1,4-glucano
- crisolaminarina, β-1,3-glucano
- curdlano, β-1,3-glucano
- laminarina, β-1,3- e β-1,6-glucano
- lentinano, β-1,6:β-1,3-glucano estritamente purificado a partir de Lentinus edodes
- liquenina, β-1,3- e β-1,4-glucano
- beta-glucano da aveia, β-1,3- e β-1,4-glucano
- pleurano, β-1,3- e β-1,6-glucano isolados a partir de Pleurotus ostreatus
- zimosano, β-1,3-glucano

## Propriedades
As propriedades dos glucanos incluem a resistência aos ácidos e enzimas orais. Sua solubilidade em água depende da sua fonte, método de extração e tratamento.